# Rt Mendra
Rt Mendra är en udde i Montenegro. Den ligger i den södra delen av landet.
Terrängen inåt land är huvudsakligen kuperad. Vid udden finns blandskog.